# Tomokazu Seki
 (novembre 2020).
Si vous disposez d'ouvrages ou d'articles de référence ou si vous connaissez des sites web de qualité traitant du thème abordé ici, merci de compléter l'article en donnant les références utiles à sa vérifiabilité et en les liant à la section « Notes et références ».
Tomokazu Seki (関 智一, Seki Tomokazu), né le 8 septembre 1972, est un seiyū et un acteur de théâtre japonais.

## Voxographie

### Séries d'animation
- Domon Kasshu : Mobile Fighter G Gundam (1994)
- Suzuhara Tōji : Neon Genesis Evangelion (1995)
- Ryuzōji Junpei : Ceux qui chassent des elfes (1996)
- Ryuzōji Junpei : Ceux qui chassent des elfes 2 (1997)
- Chichiri : Fushigi Yugi (1995)
- Ikumi Oze : Infinite ryvius (1999)
- Daichi Tomokazu / VoiceLugger Emerald : VoiceLugger (1999)
- Tsukuro Shiratori et Jiro Yamada : Nadesico (1996)
- Burn Grifiths : Psychic Force (anime et jeu vidéo) (1996)
- Van Fanel : Vision d'Escaflowne (Tenkū no Esukafurōne, 1996)
- Takashi Ryugasaki a.k.a. Shooting Star : Akihabara denno gumi (1998)
- Tôya Kinomoto : Cardcaptor Sakura (1998)
- Keisuke Takahashi : Initial D (1998)
- Ken Hidaka : Weiss kreuz (1998)
- Lead Phoenix : Burning Rangers (1998)
- Kogoro Katsura : Rurouni Kenshin: le chapitre du souvenir (1999)
- Kenji : Pokémon (1999)
- Shuichi Shindou : Gravitation (2000)
- Vyse : Skies of Arcadia (2000)
- Reiji Kageyama : Gate Keepers (2000)
- Ichiro Miyata : Hajime no ippo (2000)
- Jiro/Kikaider : Kikaider the animation
- Haru Glory : Rave (2001)
- Kyo Soma : Fruits Basket (2001)
- Sapphirus Hawthorne : Apocripha/0 (2001)
- Masaharu Ogata : Angelic layer (2001)
- Virgil : Xenosaga Episode I: Chikara i no ishi (2002)
- Sousuke Sagara : Fullmetal panic! (2002)
- Miroku Natsuhiko : Getbackers (2002)
- Yzak Jule : Gundam seed (2002)
- Sagi : Naruto (2002)
- Hiromu Shinbo : Chobits (2002)
- Seikai : Gad guard (2003)
- Sly Cooper : Sly Raccoon (2003)
- Kunio Murai : Great Teacher Onizuka (2003)
- Takashiro Kazuna : Hitsuji no Uta (2003)
- Virgil : Xenosaga Episode II: Jenseits von gut und bose)  (2004)
- Graham Rivers : Kenran butoh sai (2004)
- Yzak Jule : Gundam Seed Destiny (2004)
- Sousuke Sagara : Fullmetal panic? fumoffu (2004)
- Yuuichi Tate : My-HiME (2004)
- Tenma Morimura : Harukanaru toki no naka de (2004)
- Viewtiful Joe : Viewtiful Joe (2004)
- Masataka Takayanagi : Tenjo tenge (2004)
- Sousuke Sagara : Full Metal Panic! The Second Raid (2005)
- Sly Cooper : Sly 2 : Association de voleurs (2005)
- Nobuo Terashima : Nana (2006)
- Gilgamesh : Fate/Stay Night (2006)
- Moon Face & Sekima Hiwatari : Buso Renkin (2006)
- Shirahama Kenichi : Shijou Saikyo no Deshi Ken'ichi (2006)
- Bandit Leader : Claymore (2007)
- Vincent : Devil May Cry (2007)
- Ren Uesugi : Kimi ga Aruji de Shitsuji ga Ore de  (They are my Noble Masters) (2008)
- Ashida Itaru : Steins;Gate (2010)
- Agata Sojiro : Sket Dance (2011)
- Shinya Kougami : Psycho-Pass (2012)
- Andreas : Saint Seiya Soul of Gold (2015)
- Rob Lucci : One Piece
- Whisper : Yo-kai Watch Shadowside: Oni-ō no Fukkatsu (2017)
- Ashida Itaru : Steins;Gate 0 (2018)
- Suneo : Doraemon: Nobita no Takarajima (2018)
- Tôya Kinomoto : Cardcaptor Sakura: Clear Card arc (2018)
- Hadlar : Dragon Quest : La Quête de Daï (2020)
- Lü Bu : Valkyrie Apocalypse (2021)
- Enrico Pucci : JoJo's Bizarre Adventure : Stone Ocean (2021)
- Sanemi Shinazugawa: Kimetsu no Yaiba (2019)
- Majin Kuu : Dragon Ball Daima (2024)

### Séries télévisées
- Buldont : Chōriki Sentai Ohranger (1995)
- HH Deo : Gekisō Sentai Carranger (1996)
- Bibidebi : Denji Sentai Megaranger (1997)
- Byz Goa de la planète Guermer : Denji Sentai Megaranger (2004)
- Mobilates, Gokai Cellular, Le Plus Grand Trésor De L'Univers : Kaizoku Sentai Gokaiger (2011)
- Tsukishimaalpaca, Asakusaalpaca : Hikōnin Sentai Akibaranger (2012)
- Black Condor, TyrannoRanger, RyuuRanger/China Red, DekaRed, Bouken Black : Hikōnin Sentai Akibaranger Season 2suu (2013)
- Yōkai Nekomata, Yōkai Mataneko : Shuriken Sentai Ninninger (2015)
- Siomaneking : Kamen Rider Ghost (2015)
- Mobilates, Gokai Cellular : Dōbutsu Sentai Zyuohger (2016)
- Space Ika Devil : Uchū Sentai Kyūranger (2017)
- Ryusoulken, Gaisoulg : Kishiryū Sentai Ryusoulger (2019)
- Geardalinger : Kikai Sentai Zenkaiger (2021)
- AkaRanger : The High School Heroes (2021)
- Hattesa Blow : No.1 Sentai Gozyuger (2025)

### OAV
- Dee Layter : Fake (OAV) (1996)
- Jouji Gouda : Kimi ga Nozomu Eien : Akane Maniax (OAV) (2004)

### Films d'animation
- Kamui Shirou : X/1999 the movie (1996)
- Suzuhara Tōji : Neon Genesis Evangelion: Death and Rebirth (1996)
- Menômaru : Inu-Yasha the movie: affections touching across time (2001)
- Miguel O'Hara / Spider-Man 2099 : Spider-Man : Across the Spider-Verse (2022, doublage japonais)

### Jeux vidéo
- Stahn : Namco X Capcom (2005)
- Sonic (Hérisson Garou) : Sonic Unleashed (2008)
- Vladimir : League of Legends (2009)
- Lucifero : Guilty Gear Xrd -Revelator- (2015)
- Gilgamesh, Wolfgang Amadeus Mozart : Fate/Grand Order (2015)
- Heath et Rafiel : Fire Emblem Heroes (2017)
- Alfyn : Octopath Traveler (2017)

## Filmographie

### Séries télévisées
- Daichi Tomokazu (même prénom) : VoiceLugger (1999)
- Garde des locaux de Toei : Hikōnin Sentai Akibaranger (2012)
- Manaka Taishi : The High School Heroes (2021)
- Sekimoto Kazu (clin d'œil à lui-même) : No.1 Sentai Gozyuger (2025)